# جاك بنوا
جاك بنوا (بالفرنسية: Jacques Benoit)‏ هو رسام فرنسي، ولد في 22 يونيو 1955 في الجزائر في الجزائر.